# Boloto Moch
Boloto Moch (ryska: Болото Мох) är en sumpmark i Belarus.   Den ligger i voblasten Vitsebsks voblast, i den norra delen av landet, 190 km norr om huvudstaden Minsk. Boloto Moch ligger vid sjön Ozero Nobisto.
I omgivningarna runt Boloto Moch växer i huvudsak blandskog. Runt Boloto Moch är det glesbefolkat, med 17 invånare per kvadratkilometer.